# Distretto di Waritchaphum
Il distretto di Waritchaphum (in thailandese: วาริชภูมิ) è un distretto (amphoe) della Thailandia, situato nella provincia di Sakon Nakhon.